# インプット メソッド エディタ
インプット メソッド エディタ（英: input method editor、IME）とは、パーソナルコンピュータをはじめとした情報機器で、ハードウェアキーボード（物理キーボード）あるいは画面上に表示されるソフトウェアキーボード（仮想キーボード）の上にある限られたキーの組み合わせで、漢字、ハングル、かな文字などキーボード上には無い文字を入力するためのソフトウェアである。マイクロソフトの日本語版ドキュメントでは入力方式エディターと訳されている。
英語のようにASCII範囲の文字セットで事足りる言語ではIMEによる入力補助は不要だが、中国語・日本語・朝鮮語といった漢字文化圏の言語（ベトナム語を除く）や、アラビア語などのアブジャド表記の言語など、ラテン文字を使わない言語の文字入力ではほぼ必須となっている。言語種ごとにIMEが別個に用意され、中国語対応版／朝鮮語対応版／日本語対応版などに分かれている方式のものもあれば、最初から多言語対応になっていて後から言語セットおよび辞書のみを追加する方式のものもある。

## 概要
元々は、IMEはOS/2とMicrosoft Windowsで使用されていたプラットフォーム固有の用語であり、他のプラットフォームでは同種のソフトウェア（Mac OSにおける「ことえり」など）を単にインプットメソッド (IM) と呼んでいることが多い。ただし、厳密にはIMEはインプットメソッド全体を指すものではなく、それを構成しているモジュールのうちの一つである。マルチタスクOSではシステム系サービスのひとつとして動作し、入力を必要とするアプリケーションソフトウェアとプロセス間通信をしながら連携動作する形態になっていることが多い。GUIベースのシステムでは直感的な補助インターフェイスが提供されることもあり、マウスやペンタブレットといったポインティングデバイスを利用した手書き入力の機能を持つIMEもある。
近年ではWindows以外のプラットフォームでもIMEという語が使用されることが多くなりつつある。特にAndroidやChromeOSでは公式にIMEという語が使用されている。その一方で、IMEを「インプット メソッド エディタ」ではなく「インプット メソッド エンジン」 の略称とする定義も存在する。前述のAndroidの場合は、APIリファレンス文書において「input method editor」「input method engine」「input method」と記述が混在している。
オペレーティングシステムには通例複数のIMEをインストールすることができ、設定によって切り替えたり、無効化／有効化したりすることができるようになっている。
Windowsに標準で組み込まれているマイクロソフト製のIMEは、「Microsoft IME」(MS-IME) である。Microsoft Officeには、「Office IME」という名称の独立した別のIMEが同梱されているバージョンもある。
中国語対応版では拼音に対応するアルファベットの列を漢字に変換する。
日本語対応版では日本語入力システムとしてユーザーのキー入力を基にローマ字かな変換やかな漢字変換といった処理を行い、英数字や記号なども含みうる仮名漢字交じり文（あるいはその断片）の文字列に変換、アプリケーションソフトウェアに渡す（確定する）役割を担う。
通例IMEは入力言語ごとの辞書データベースと連携しており、現在の入力途中の文字列（未確定文字列）に応じて辞書からピックアップした入力候補あるいは変換候補を表示することができる。ユーザー入力履歴をもとに学習して辞書や入力／変換候補の精度を強化していくものもあるが、入力履歴は個人情報と密接につながりがあるため、iOSのようにセキュリティ面への配慮からサードパーティ製IMEのインストールを制限したり、ユーザーへの許可を求めることを条件としたりしているプラットフォームもある。
オペレーティングシステム標準のGUIアプリケーションフレームワークおよびウィジェット・ツールキットでは、テキストボックスなどにIMEを使って入力することのできる機能が最初から組み込まれていることが大半であり、一般的なアプリケーションを開発する場合はIMEの存在を特に意識する必要はない。

## 主な製品
| 製品名                      | 中国語対応 | 朝鮮語対応 | 日本語対応 |
| --------------------------- | ---------- | ---------- | ---------- |
| ATOK                        | なし       | なし       | あり       |
| SKK                         | なし       | なし       | あり       |
| Japanist                    | なし       | なし       | あり       |
| Social IME                  | なし       | なし       | あり       |
| Canna                       | なし       | なし       | あり       |
| Wnn                         | なし       | なし       | あり       |
| 風                          | なし       | なし       | あり       |
| かわせみ                    | なし       | なし       | あり       |
| FSKAREN                     | なし       | なし       | あり       |
| 微软拼音输入法 （簡体字）   | あり       | なし       | なし       |
| 微軟新注音輸入法 （繁体字） | あり       | なし       | なし       |
| 微軟新倉頡輸入法 （繁体字） | あり       | なし       | なし       |
| 谷歌拼音输入法 （繁体字）   | あり       | なし       | なし       |
| 搜狗拼音输入法 （繁体字）   | あり       | なし       | なし       |
| Yahoo!奇摩輸入法 （繁体字） | あり       | なし       | なし       |
| Microsoft IME（MS-IME）     | あり       | あり       | あり       |
| Google 日本語入力           | なし       | なし       | あり       |
| Gboard                      | あり       | あり       | あり       |
| Baidu IME                   | あり       | なし       | あり       |